# Фікетар
Фікетар (рум. Ficătar) — село у повіті Тіміш в Румунії. Входить до складу комуни Раковіца.
Село розташоване на відстані 373 км на північний захід від Бухареста, 36 км на схід від Тімішоари.

## Населення
За даними перепису населення 2002 року у селі проживали 454 особи.
Національний склад населення села:
| Національність | Кількість осіб | Відсоток |
| -------------- | -------------- | -------- |
| румуни         | 433            | 95,4%    |
| українці       | 14             | 3,1%     |
| цигани         | 5              | 1,1%     |

Рідною мовою назвали:
| Мова       | Кількість осіб | Відсоток |
| ---------- | -------------- | -------- |
| румунська  | 424            | 93,4%    |
| українська | 23             | 5,1%     |
| циганська  | 5              | 1,1%     |